# Isoperla autumnalis
Isoperla autumnalis is een steenvlieg uit de familie Perlodidae. De wetenschappelijke naam van de soort is voor het eerst geldig gepubliceerd in 2011 door Murányi.